# 시식 (맛보기)

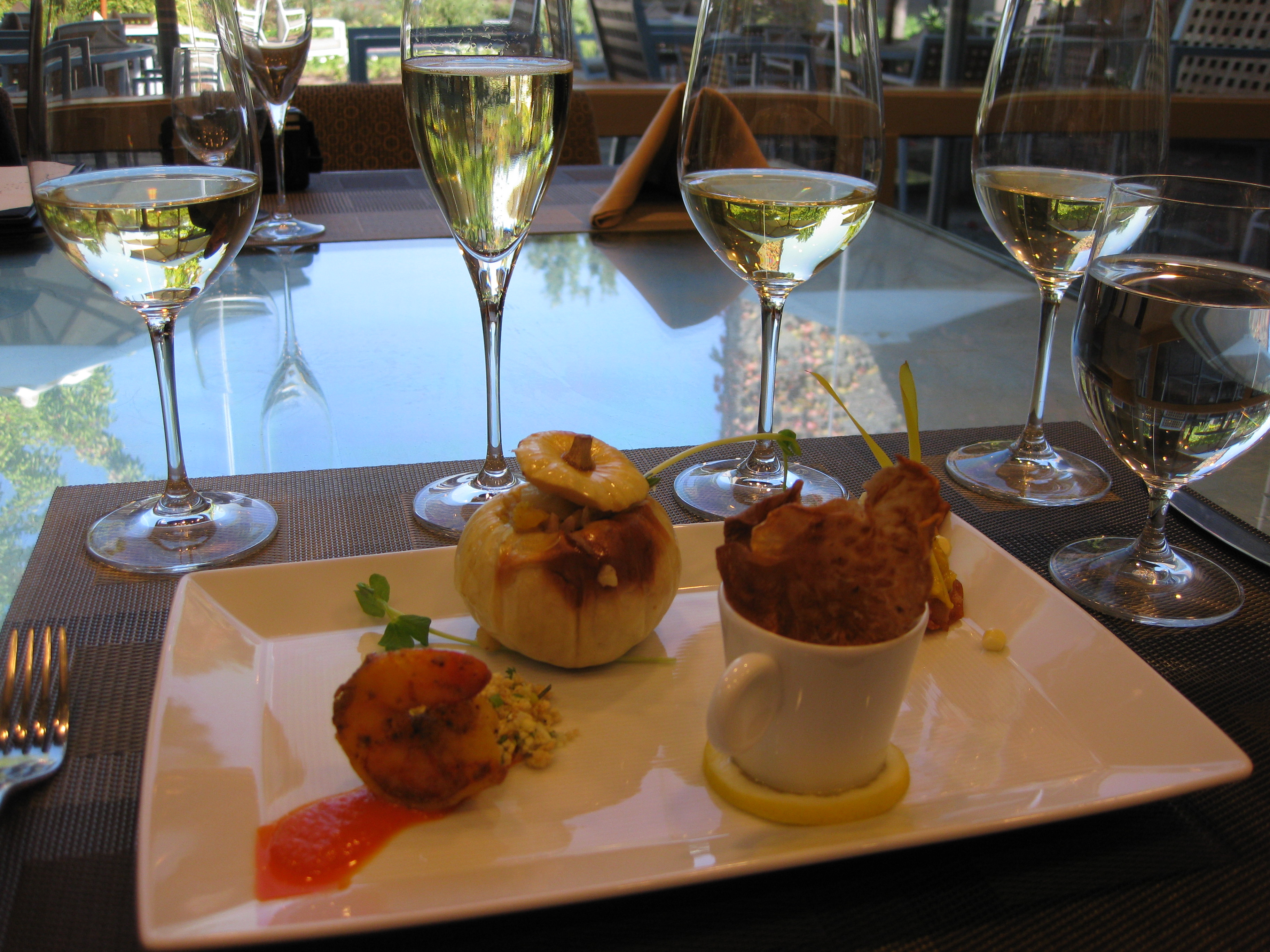

시식(試食) 또는 맛보기(tasting)는 미각에 초점을 두면서 다양한 음식을 주의깊게 맛보는 과정이다. 음식을 먹으면서 맛을 보는 과정은 "시식", 음료를 마시면서 맛을 보는 과정은 시음(試飮)으로 부른다. 셰프의 시그너처 음식들 중 일부를 샘플링하는 일이 수반될 가능성이 있다. 보통 수많은 코스로 구성되며 각 요리를 보완하는 포도주 시음을 함께 하는 경우가 있다.

## 같이 보기
- 주찬
- 포도주 시음